# おしゃべりな時間割
『おしゃべりな時間割』（おしゃべりなじかんわり）は、水沢めぐみによる少女漫画作品。

## 概要
漫画の本編は『りぼん』（集英社）に1994年6月号から12月号まで連載され、その後「1995年りぼん冬休みお楽しみ増刊号」に番外編「おしゃべりな時間割番外編 さつきちゃんの時間割」が掲載された。コミックスは「前編」と「後編」の全2巻で、2009年4月に文庫版（全1巻）が発行されている。大ヒットした『姫ちゃんのリボン』の次の作品である。
完全な架空の物語ではなく、作者の小学生の時と中学生の時の実話を元にした作品であり、水沢の初恋の思い出や恋愛観の原点をうかがえる、特別な作品である。水沢はこの作品の構想は7年前（つまり1987年）からあったという。しかし「実話まんがなんて恥ずかしい」という思いがあり、描く機会が無かったらしい。「姫ちゃんのリボン」の連載が終わった後、担当者から「読みきりか、前・後編を1本描いてから、次の連載に取り組んではどうか」という提案があり、水沢がこの作品の構想を話したところ、描けることになったという。この時水沢は、「1話ごとに学年が上がっていく」という構想を担当者に話し、それを担当者も了承している（ただし、この構想は後に崩れる。後述）。そして当時の日記を読み返したり、当時住んでいた場所に写真を撮りに行ったりして描いたとの事である。作品中に登場する、なおちゃん・きょんち・ゆうゆは、水沢の小学校時代と中学校時代の社宅友達。ホソメ先生は、水沢が5・6年時の担任の先生。大好きだった男の子がカンニング事件でかばってくれた事、一緒に新聞委員をした事、クラス会で壊れたカメラを一人で最後まで見ていてくれた事、握手の後に呼び止めた事も実話だという。

## あらすじ
H県A市の公立小学校5年生の高橋千花が理科のテスト直前の自習時間に、カンニングをしようとして下敷きに教科書の内容を書き写しておこうとするが、それを男子に見つかって複数の男子から激しく責められてしまう。するとクラスメイトの時田圭介が助けてくれたことを機に千花は圭介に魅かれてゆく。6年生になっても同じクラスで出席番号も同じ為に席が隣になるなど交流の機会が多いこともあって、2人の仲は親しくなってゆくが、圭介は好きなサッカーをやる為にサッカーの名門校である私立中学の男子校へ進学してしまい、公立中学へ進学した千花とは学校が別になってしまう。圭介に逢えない事を寂しく思いながら中学校生活を過ごす千花。やがて千花は東京へ引っ越す事になってしまい、引っ越す前に圭介に告白しようと決意するが、ついにできないまま引っ越してしまう。東京の中学校で千花に告白をしてくれる男子も現れるが、千花は圭介の事が忘れられない為、その告白を断る。中学3年生になり、小学校の同窓会があり、そこで千花は圭介と再会して告白し、2人の交際が始まる。そして千花は受験勉強と、圭介との遠距離恋愛を両立させる生活が始まる。また、千花には漫画家になりたいという夢があり、受験勉強をする一方で、漫画を描いて雑誌に投稿する努力も続ける。そして第一志望の都立高校に合格し、高校1年生の終わりの春休みに圭介や小学校時代の友人と会って、お互いの夢や恋を語り合うところで物語は終わる。

## 登場人物
高橋千花（たかはし ちか）
主人公。モデルは作者自身。H県A市に在住していたが、中学1年時に東京へ転校する。漫画を描くのが好きな少し内気な女の子。小学校の時のクラスは5年1組、6年1組。公立小学校から公立中学校へ進学。中学校では友人がみなバレーボール部に入るからという理由でバレーボール部に入部したり、大好きな圭介に何年間も告白できなかったり、圭介が新聞委員に立候補して「私も時田君と一緒に新聞委員を絶対やりたい」と思いながら「いま立候補したら、時田君が居るから立候補したみたいに思われちゃう」という事を気にして立候補できないなど、やや内気なところもある。一方で漫画を描く事と受験勉強を両立させるなど、頑張り屋なところもある。圭介に恋をしている。家族は両親と兄。誕生日は10月25日。コミックス後編の「製作うら話」によれば、モデルとなった実在の人物（水沢本人）は小学校時代はメガネをかけているが、漫画ではかけていない。
時田圭介（ときた けいすけ）
千花とは小学生5年生の時に初めてクラスメイトになるサッカーが得意な明るい男の子。5年生の時は千花とは出席番号が同じで、共に日直を務めた。千花がカンニングをしようとしたところを男子に見つかり、大勢の男子から責められている時に千花を助けるなど勇敢な一面がある。6年でも千花とクラスも出席番号も同じで、席が隣同士になった為に忘れ物の貸し借りをしたり、共に新聞委員を務めたりした。サッカーが好きで、公立中学校には進学せず、友人の佐野と共にサッカーの名門校である私立中学の男子校へ進学する。勉強は理科が得意。佐野の言葉から、圭介は小学校でも中学校でも成績がトップクラスだったことが分かる。誕生日は1月12日。コミックス後編の「製作うら話」によれば、モデルとなった実在の人物は小学校時代は坊主刈りであったが、漫画では普通の髪型になっている。
なおちゃん / 相沢なお（あいざわ なお）
千花の小学校時代と、転校前の中学校時代の同じ学年の友達。小学校3年生の時から6年生の時まで千花とクラスが同じ。佐野の事が好きだった。中学ではバレーボール部。千花がカンニング事件で責められ、圭介が千花を助けている時に、千花を助ける事に加わったり、好きな佐野が新聞委員に立候補したら自分も立候補したり、千花に圭介に告白するように勧めるなど積極的な女の子。コミックス後編の「製作うら話」によれば、モデルとなった実在の人物の名前は、なおみちゃん。
きょんち
千花の小学校時代と、転校前の中学校時代の同じ学年の友達。本名の名字は内田。小学校ではクラブは球技クラブ。小学5年生の時は千花と同じ1組で、6年生の時は2組になって分かれてしまうが友人関係は変わらずに続く。ホソメ先生が好きだった。中学と高校ではバレーボール部。千花、なおちゃん、きょんち、ゆうゆは中学生になっても、千花が転校するまでは一緒に登校していた。高校はなおちゃん、ゆうゆとは別。コミックス後編の「製作うら話」によれば、モデルとなった実在の人物の名前は、きょうこちゃん。
ゆうゆ
千花の小学校時代と、転校前の中学校時代の同じ学年の友達。本名の名字は花岡。小学5年生の時は千花と同じ1組で、6年生の時は3組になって分かれてしまうが友人関係は変わらずに続く。控えめで女の子らしい性格。中学ではバレーボール部。始めはメガネをかけていたが、最終回ではコンタクトに変わっていた。高校1年生の3学期に岩本君という男子に告白され交際を始めた。コミックス後編の「製作うら話」によれば、モデルとなった実在の人物の名前は、ゆうこちゃん。
佐野（さの）
圭介の友人の男子生徒。明るく飾らないひょうきんな性格。サッカーが好きな為、圭介と共にサッカーの名門校である私立中学校の男子校へ進学する。
青山（あおやま）
千花の小学校5・6年時のクラスメイトの女子生徒。可愛くて頭も良くて明るいクラス委員で、男子から人気がある。圭介と同じマンションに住んでおり、圭介の母親と青山の母親は仲が良くしょっちゅう差し入れをしあう仲であった為、圭介と青山は仲が良かった。そのため千花は、圭介が青山と付き合っていると誤解してしまい、圭介に告白する事を諦めてしまう。青山もその事には気付いており、同窓会の時に千花にその事を話し、自分と圭介は付き合った事は無いと話している。中学生時はテニス部に所属。
石井誠（いしい まこと）
千花の転校先である東京の中学校の同級生。サッカー部。誕生日は4月2日。千花に恋をしており、当初は千花をからかったりいじわるをしていたが、やがて真剣に告白をする。しかし千花は圭介に恋をしている為、ふられてしまう。ふられた後はきっぱりとあきらめ、もう千花にちょっかいを出す事はしなくなった。高校1年生の終わりの春休みに、圭介が上京してきて千花とデートをしている時に、石井と出会う。そこで千花が石井を「中学校の時に同じクラスだった人」と紹介し、圭介が少し焼きもちを妬いたようなそぶりをみせる描写がある。千花は石井から告白された事は転校前の友人達にも話していなかった。
後藤さつき（ごとう さつき）
千花の転校先である東京の中学校の同級生。千花とは2年時からクラスメイトになる。石井誠とは小学校が一緒だった。バスケ部。2つ年上の先輩と付き合っている。千花と同じ都立高校に進学する。千花はさつきに対し、小学校時代のカンニング事件の事や石井から告白された事を打ち明けて相談したり、圭介の事を打ち明けるほど仲が良かった。
番外編「さつきちゃんの時間割」では彼女が主人公になっている。そこでは、千花が東京に転校してくる前のさつきが描かれている。
ホソメ先生
千花の小学6年時の担任。苗字は北島。ホソメというあだ名の由来は目が細いから。生徒といっしょに休み時間にサッカーをするなど、面白くて生徒に人気のある先生。球技クラブの顧問。千花が新聞委員を務めている時に、千花はホソメ先生を主人公にした「がんばれホソメくん」という4コマ漫画を新聞に描いている。コミックス後編の「製作うら話」によれば、その「がんばれホソメくん」は本当に描いたとの事。
中村たかし（なかむら たかし）
千花の小学5・6年時のクラスメイトの男子生徒。千花のカンニング未遂時には最も激しく千花を責めていた。中学3年時の小学校のクラス会が行われた時には、最後に東京まで戻る千花をみんなで駅まで送る事を提案し、全員が並んで一人ずつ千花と握手をしながら励ましの言葉を送る事を提案するといった一面を見せる。この提案のおかげで千花は圭介に告白する事ができた。千花はこの時まで圭介に告白はできていなかったが、この時圭介が列の一番後ろに並んでおり、圭介と握手をして言葉を交わした時に告白した。

## 各話のタイトルと学年
各話は「第1話」「第2話」ではなく、「1時間目」「2時間目」という表記になっている。最終回は「放課後」表記。前述のように、水沢は最初は「1話ごとに学年が上がっていく」という構想を持っており、それを担当者にも話しており、それを担当者も了承している。この構想は基本的には守られたが、1話だけ崩れており、中学3年生の話が2回ある。これは中学3年生の時の出来事が多い為である（クラス会、圭介への告白、圭介との遠距離恋愛、千花の誕生日、受験勉強の悩み、漫画を描いて漫画雑誌に送るなど）。各話のタイトルと、その話で描かれている学年は以下の通り。
| 話      | タイトル            | 学年                                  |
| ------- | ------------------- | ------------------------------------- |
| 1時間目 | 恋の予感            | 小学5年生の時の話                     |
| 2時間目 | DOKI DOKIがいっぱい | 小学6年生の時の話                     |
| 3時間目 | 好きっていえたら…   | 中学1年生の時の話                     |
| 4時間目 | ゆれる思い          | 中学2年生の時の話                     |
| 5時間目 | 素直な心で…         | 中学3年生の時の話                     |
| 6時間目 | 大好きからはじまる  | 中学3年生の時の話                     |
| 放課後  | それぞれの時間割    | 高校1年生（の終わりの春休み）の時の話 |

## 書誌情報
りぼんマスコットコミックスより刊行。コミックスは「前編」「後編」の全2巻で、どちらも「おしゃべりな時間割」以外に、水沢の初期の作品を収録。各巻に収録されている作品は以下の通りである。
- 前編 　1995年7月発行　ISBN 978-4088538051

「おしゃべりな時間割」1時間目～4時間目
「メッセージ」（『りぼんオリジナル』1986年春の号）
- 後編 　1995年10月発行　ISBN 978-4088538211

「おしゃべりな時間割」5時間目～放課後
「おしゃべりな時間割番外編 さつきちゃんの時間割」（1995年りぼん冬休みおたのしみ増刊号）
「2年めの風景画」（『りぼん』1982年9月号）
「おしゃべりな時間割　製作うら話」書き下ろし
- 集英社文庫　2009年4月発行　ISBN 978-4086188746

「おしゃべりな時間割」本編と「番外編 さつきちゃんの時間割」を収録。巻末に「製作うら話」の他、「おしゃべりうら話そのまたうら話」および「祝♡文庫化」を収録。